# 琼南柿
琼南柿（学名：Diospyros howii）为柿科柿属下的一个种。

## 扩展阅读
- 維基物種上的相關：琼南柿